# IERS Terrestrial Reference System
Das IERS Terrestrial Reference System bzw. (vereinfacht) International Terrestrial Reference System, abgekürzt ITRS, ist das international vereinbarte, erdfeste, weltweite Bezugssystem von terrestrischen kartesischen Koordinaten, die den IERS Terrestrial Reference Frame (ITRF) bilden.
Es ist das Ergebnis einer laufenden Kooperation von Institutionen aus der Geodäsie, Raumfahrt und Astronomie und ein wichtiger Teil des Erdrotations-Dienstes International Earth Rotation and Reference Systems (IERS).

## Definition des Bezugssystems
Sein Ursprung ist das Geozentrum (Massenmittelpunkt der Erde), dessen Lage zur Erdoberfläche sich aus den Bahnen von künstlichen Erdsatelliten ergibt. Die Z-Achse ist die mittlere Rotationsachse der Erde (Referenzpol des IERS), die X-Achse fällt in die 0°-Meridianebene (Greenwich), die durch Koordinaten von Referenzstationen festgelegt ist (siehe unten, ITRF). Die Y-Achse komplettiert das Dreibein des Rechtssystems.
Da der Ursprung und die Achsen eines Koordinatensystems in der Natur im Allgemeinen nicht materiell realisiert und zugänglich gemacht werden können, erfolgt deren Definition durch eine mehr oder weniger große Anzahl von Fix- oder Festpunkten. Das System ist dann indirekt durch die Koordinaten dieser Festpunkte realisiert, und aus dem Reference System wird ein Reference Frame („Bezugsrahmen“) aus konkreten Zahlenwerten. So wird z. B. das (ruhende) Inertialsystem der Astronomie (International Celestial Reference System, ICRS) durch einige hundert Quasare und deren Verknüpfung mit dem Stern-Koordinatensystem des FK5 realisiert.

Das „System Erde“ rotiert innerhalb dieses Inertialsystems und wird seinerseits – wie ein großer, präziser Kreisel – durch seine Kreiselachse und seine Rotation definiert. Dazu sind jedoch auch „Punkte auf dem Kreisel“ selbst – also auf dem Erdkörper – festzulegen:

### Realisierung durch Messungen und ITRF
Diese konkrete Ausformung des ITRS wird ITRF genannt (F für Frame, „Koordinatenrahmen“). ITRF besteht derzeit aus etwa 400 weltweit verteilten, hochpräzisen Vermessungspunkten (teilweise bei Sternwarten und Fundamentalstationen), deren Positionen und plattentektonische Bewegungen das ITRS zahlenmäßig festlegen. Die ITRF-Punkte sind auch präzise in die jeweilige (regionale) Landesvermessung eingebunden.
Die Bestimmung der Koordinaten und ihrer längerfristigen Änderungen erfolgt
- mittels Verfahren der Satellitengeodäsie – vor allem mit GPS,
  - ergänzt durch GLONASS (ab ≈2010 auch Galileo)
  - und das Doppler-Funksystem DORIS
  - und Lasermessungen (Laser Ranging) zu Mond und Erdsatelliten (LLR, SLR)
- mittels VLBI (Radio-Interferenzmessungen zu Quasaren)
  - und deren Verknüpfung mit dem astrometrischen System des derzeit genauesten Sternkatalogs FK5.

Aus anderem Blickwinkel betrachtet, könnte man auch sagen:
- der Koordinatenrahmen ITRF ist das Verzeichnis der Koordinaten, während
- das Bezugssystem ITRS die Geometrie und Dynamik des Erdkörpers beschreibt. Es enthält die Theorie und die zugehörigen Konstanten.

### Jahreslösungen des ITRF
Die Erde ist kein starrer Körper, sondern gibt äußeren und inneren Kräften bis zu einem gewissen Grad nach. Schon durch die vom Mond verursachten Gezeiten „atmet“ die Erde um etwa einen halben Meter. Einflüsse der Plattentektonik führen zu dauernden Verschiebungen der Kontinente um 1–10 cm pro Jahr, während die Genauigkeit der geowissenschaftlichen Messungen laufend zunimmt.
Daher ist es notwendig, das Bezugssystem durch laufende Messungen und durch Weiterentwicklung der Modelle zu verbessern. Seit den 1990er Jahren werden die genauesten Messverfahren teilweise zu „Jahreslösungen“ kombiniert – in internationaler Kooperation von IUGG-Institutionen und dem Erdrotationsdienst IERS. Den größten regelmäßigen Beitrag aus Europa zu IERS/ITRF/ICRF stellen die VLBI- und GPS-Messungen des BKG dar.
Die Rotationsdaten dieser Jahreslösungen haben inzwischen (verglichen mit dem System der Quasare) eine Präzision < 1 cm erreicht, über einige Jahre sogar 3 mm oder 0,0001″. Die Kontinentaldrift wird dabei durch spezielle mathematische Bedingungen (z. B. no net translation/rotation) berücksichtigt. Diese Modell-Lösungen erhalten eine Jahreszahl; eine durch verschiedene Projekte besonders genaue Lösung war ITRF97, welche zu Vergleichen verschiedener Modelle diente. Derzeit wird für solche Zwecke das ITRF2000 (und künftig vermutlich 2005) verwendet.

#### ITRF 2005
Gegenüber dem ITRF2000 ergeben sich einige Verbesserungen und Neuerungen. Zum einen enthält es Daten bis Ende 2005, so dass auch neuere Stationen berücksichtigt werden konnten, beziehungsweise alte Stationen wesentlich verbesserte Koordinaten erhielten. Außerdem wurden zum ersten Mal nichtlineare Stationsbewegungen berücksichtigt, indem für diese Stationen zum Beispiel nach Erdbeben eine neue Koordinate geschätzt wurde.